# Giải quần vợt Hungary Mở rộng 2019
Giải quần vợt Hungary Mở rộng 2019 là một giải quần vợt nam thi đấu trên mặt sân đất nện ngoài trời. Đây là lần thứ 3 giải đấu được tổ chức, và là một phần của ATP World Tour 250 của ATP Tour 2019. Giải đấu diễn ra tại Sport 11 ở Budapest, Hungary, từ ngày 22–28 tháng 4.

## Nội dung đơn

### Hạt giống
| Quốc gia | Tay vợt              | Xếp hạng1 | Hạt giống |
| -------- | -------------------- | --------- | --------- |
| CRO      | Marin Čilić          | 11        | 1         |
| CRO      | Borna Ćorić          | 13        | 2         |
| ITA      | Marco Cecchinato     | 16        | 3         |
| GEO      | Nikoloz Basilashvili | 17        | 4         |
| SRB      | Laslo Đere           | 32        | 5         |
| AUS      | John Millman         | 39        | 6         |
| KAZ      | Mikhail Kukushkin    | 42        | 7         |
| MDA      | Radu Albot           | 45        | 8         |

- 1 Bảng xếp hạng vào ngày 15 tháng 4 năm 2019

### Vận động viên khác
Đặc cách:
- Attila Balázs
- Marin Čilić
- Máté Valkusz

Vượt qua vòng loại:
- Lloyd Harris
- Miomir Kecmanović
- Filip Krajinović
- Yannick Maden

Thua cuộc may mắn:
- Matthias Bachinger
- Egor Gerasimov
- Jannik Sinner
- Sergiy Stakhovsky

### Rút lui
- Marco Cecchinato → thay thế bởi  Matthias Bachinger
- Damir Džumhur → thay thế bởi  Egor Gerasimov
- Dušan Lajović → thay thế bởi  Jannik Sinner
- Adrian Mannarino → thay thế bởi  Sergiy Stakhovsky

## Nội dung đôi

### Hạt giống
| Quốc gia | Tay vợt           | Quốc gia | Tay vợt          | Xếp hạng1 | Hạt giống |
| -------- | ----------------- | -------- | ---------------- | --------- | --------- |
| IND      | Rohan Bopanna     | GBR      | Dominic Inglot   | 61        | 1         |
| MEX      | Santiago González | NED      | Matwé Middelkoop | 84        | 2         |
| GBR      | Ken Skupski       | GBR      | Neal Skupski     | 89        | 3         |
| NED      | Robin Haase       | DEN      | Frederik Nielsen | 91        | 4         |

- 1 Bảng xếp hạng vào ngày 15 tháng 4 năm 2019

### Vận động viên khác
Đặc cách:
- Gábor Borsos /  Péter Nagy
- Máté Valkusz /  Nenad Zimonjić

Thay thế:
- Andre Begemann /  Ernests Gulbis
- Thomas Fabbiano /  John Millman

### Rút lui
- Marco Cecchinato
- Dušan Lajović

## Nhà vô địch

### Đơn
- Matteo Berrettini đánh bại  Filip Krajinović, 4–6, 6–3, 6–1

### Đôi
- Ken Skupski /  Neal Skupski đánh bại  Marcus Daniell /  Wesley Koolhof, 6–3, 6–4.